# Eustrotiopis chlorata
Eustrotiopis chlorata är en fjärilsart som beskrevs av George Francis Hampson 1926. Eustrotiopis chlorata ingår i släktet Eustrotiopis och familjen nattflyn. Inga underarter finns listade i Catalogue of Life.